# Società Sportiva San Giovanni Trieste
La Società Sportiva San Giovanni, nota semplicemente come San Giovanni o San Giovanni Trieste, è una società calcistica italiana con sede nella città di Trieste, di cui rappresenta l'omonimo rione.
Milita in Prima Categoria, settima divisione del campionato italiano.

## Storia
Il San Giovanni è una della squadre più rilevanti nel panorama del calcio dilettantistico del Friuli-Venezia Giulia, tanto da partecipare al campionato di Serie C 1947-1948.
Nel corso della propria storia la squadra rosso-nera si divide fra il primo ed il secondo livello del campionato dilettantistico regionale, ad eccezione del campionato Interregionale del 1991; attualmente milita in Prima Categoria nel girone C.

## Palmarès

### Competizioni regionali
- Promozione: 1

1952-1953 (girone B friulano)
- Prima Divisione: 1

1946-1947 (girone F friulano)
- Prima Categoria: 2

1961-1962 (girone B), 2012-2013 (girone C)